# 殺精劑
殺精劑（英語：Spermicide）是可以破壞精子的生育控制物質，在性交前置入陰道內以避免懷孕。精劑本身是避孕器材，可以單獨使用。不過只使用殺精劑避孕的失效率較其他避孕方法高。一般來說，殺精劑會配合其他屏障式避孕器材使用，例如避孕隔膜、避孕套、宫颈帽及避孕海绵。一般認為合併使用的避孕比只使用一種的效果要好
殺精劑一般是無味、透明、不會造成污染，並且有潤滑效果的物質。

最常見的殺精劑有效成份是壬苯醇醚-9。含有壬苯醇醚-9的殺精劑可能是凝膠、溶片或是泡沫。若單獨使用殺精劑來避孕，完美使用下的失效率是每年6%，若正確且持續地使用，一般的失效率是28%。